# Erica zeyheriana
Erica zeyheriana är en ljungväxtart som först beskrevs av Johann Friedrich Klotzsch, och fick sitt nu gällande namn av E.G.H. Oliver. Erica zeyheriana ingår i släktet klockljungssläktet, och familjen ljungväxter. Inga underarter finns listade i Catalogue of Life.